# Bronisława Bobrowska
Bronisława Bobrowska ze Szrejberów (ur. 18 sierpnia 1875 w Warszawie, zm. 6 lutego 1961) – działaczka oświatowa, socjalistyczna, niepodległościowa i feministyczna.

## Życiorys
Córka lekarza Ottona Szrejbera, pochodzącego ze spolonizowanej rodziny niemieckiej, i Anny z d. Wojna. Ukończyła pensję żeńską w Warszawie, potem krótko studiowała na wydziale fizyko-matematycznym Kursów Bestużewskich w Petersburgu. W 1897 po przeniesieniu się do Krakowa studiowała jako wolna słuchaczka na wydziale przyrodniczym Uniwersytetu Jagiellońskiego. Działała wówczas w postępowej organizacji studenckiej „Zjednoczenie”. Studiów nie skończyła, pracowała potem jako nauczycielka. Od 1901 członkini Polskiej Partii Socjalno-Demokratycznej Galicji i Śląska Cieszyńskiego, działała m.in. w Organizacji Kobiet PPSD i sekcji kulturalno-oświatowej. Współzałożycielka krakowskiego Towarzystwa Przyjaciół Dzieci (1914). Od 1912 członkini Oddziału Żeńskiego Związku Strzeleckiego w Krakowie.
Po wybuchu wojny pracowała oddziale wywiadowczym I Brygady Legionów Polskich, przekraczała wielokrotnie linię frontu. Podczas jednej z takich misji została aresztowana przez Rosjan i osadzona w oddziale żeńskim „Serbia” więzienia na Pawiaku. Po zajęciu Warszawy przez Niemców wyszła na wolność 5 sierpnia 1915. Wróciła do Galicji i podjęła pracę w prywatnej szkole Marii Ramułtowej w Krakowie. Działaczka krakowskiego koła Ligi Kobiet Galicji i Śląska (1915–1918), członkini Naczelnego Zarządu Ligi (1916–1918) – wspierała linię przewodniczącej Zofii Moraczewskiej. Członkini Kółka Lewicowego Kobiet w Krakowie (1916–1917).
W wolnej Polsce działała w Polskiej Partii Socjalistycznej oraz w TDP, m.in. zorganizowała kolonię dla dzieci robotników w Kobiernikach. W 1929 wraz z mężem wystąpiła z PPS, nie zgadzając się z antysanacyjną linią partii. Od tej pory poświęciła się całkowicie działalności społeczno-oświatowej. II wojnę światową przeżyła w Krakowie – organizując nadal opiekę nad dziećmi robotniczymi. Po 1945 aż do śmierci w 1961 pracowała w ośrodku wychowawczym TDP w Kobiernikach.

### Rodzina
Od 1901 żona działacza socjalistycznego – Emila Bobrowskiego (1876–1938), miała z nim trzech synów: Bronisława (1901–1920), Stanisława (1904–1990) i Juliusza (1909–1942).

### Ważniejsze prace
- Jak powstały religie? Kraków 1910
- Janek w Legjonach, Kraków 1917
- [z J. Młodnowską i J,. Berggruen) Pogadanki przyrodnicze, Kraków 1920
- Dzieje Wacka, Warszawa 1922

### Wspomnienia
- Przeżycia z okresu I wojny światowej, Biblioteka Zakładu Narodowego Ossolińskich, rkps. sygn. 13139 II
- Rzeczpospolita dziecięca, Wrocław 1962,
- Zjednoczenie, dzieje pewnego stowarzyszenia, „Przegląd Historyczno-Oświatowy” 1963, nr 2, s. 229–261

## Ordery i odznaczenia
- Krzyż Niepodległości (16 marca 1937)[11]
- Złoty Krzyż Zasługi (11 listopada 1936)[12]
- Odznaka Pamiątkowa Więźniów Ideowych[13]